# Paško Patak
Paško Patak (stariji prijevod Pajo Patak, engl. Donald Duck) američki je animirani lik patka, jedan od najpoznatijih kreacija animatora Walta Disneyja.

## Povijest
Paško Patak prvi puta se pojavio 9. lipnja 1934. godine u crtiću Mudra mala kokoš (The Wise Little Hen). Kao glavni lik prvi puta pojavljuje se 9. siječnja 1937. godine u crtiću Don Donald. Vlatka Patka, njegova družica, pojavljuje se u crtiću Izlazak gospodina Patka (Mr. Duck Steps Out) 1940. godine. Vlatka je neudana, a Paško joj udvara. U nekim crtićima mu se pridružuju i tri nestašna nećaka koji svojom inteligencijom nadmašuju ujaka Paška te ga uvlače u svoje nestašluke ili ga iskorištavaju u svoju korist.
Prije 1941. godine već se pojavio u oko 50 crtića, a od 1941. do 1965. godine snimljeno ih je još preko 100. Nominiran je osam puta za nagradu Oscar koju osvaja 1943. godine. Za vrijeme Drugog svjetskog rata snimljeno je i šest crtanih filmova o vojsci. Od 1934. do 1985. godine glas mu je posuđivao glumac Clarence Nash. 1985. Nash je umro od leukemije i zamijenio ga je animator Tony Anselmo, kojeg je Nash osobno trenirao za ulogu Paška. Paško Patak pojavljuje se i u obrazovnim, te igranim filmovima i televizijskim serijama, stripovima i videoigrama.

## Osobine
Paško Patak je simpatični, šašavi, ponekad čak i psihotični čovjekoliki patak, koji zrači velikim šarmom. Ima žuti kljun, nos i stopala, a odjeven je u mornarsku majicu i kapu. Ne nosi hlače. Sretan je i zadovoljan, ali ima naglu narav. Uživa u životu i ne trpi agresiju. Kao karakterni lik animiranih filmova Paško Patak se sviđa i odrasloj populaciji, zbog svojih normalnih ljudskih osobina koje duboko izražajno proživljava i ne skrivajući se ljudski reagira na strah, prijetnju, ljutnju, napad ili ljubav. Nije "animirano" lažan.

## Vanjske poveznice
Ostali projeti
|  | Zajednički poslužitelj ima stranicu o temi Paško Patak |

Mrežna mjesta
- Paško Patak  Arhivirana inačica izvorne stranice od 25. srpnja 2017. (Wayback Machine) na IMDB (engl.)

1. ↑  Prvi crtani film s Donaldom Duckom – 1934. Povijest.hr. Pristupljeno 9. lipnja 2025.